# Malmö Centrum
Centrum är en stadsdel i Malmö. Centrum innehåller Malmös medeltida stadskärna men domineras ytmässigt av hamn- och industriområden. Stadsdelen ligger inte centralt i staden, eftersom Malmö företrädesvis växt i en kontinuerlig bebyggelse som sträcker sig söderut från den kanalomgärdade stadskärnan. Bland stadsdelens äldre byggnader kan nämnas Malmöhus slott från mitten av 1400-talet. Områdena söder om kanalen bebyggdes i samband med Malmös begynnande industrialisering, från slutet av 1800-talet, men åtskilliga bostadskvarter är byggda betydligt senare i samband med att industrier flyttat eller lagts ned. Ett exempel på detta är den sedan början av 2000-talet bebyggda Västra hamnen, där också Malmö högskola har sina flesta lokaler. År 2005 togs det 190 meter höga bostadshuset Turning Torso i bruk.

## Delområden
- Davidshall
- Ellstorp
- Frihamnen
- Gamla staden
- Inre hamnen
- Katrinelund
- Lugnet
- Malmöhus
- Mellersta hamnen
- Norra hamnen
- Norra Sorgenfri
- Oljehamnen
- Rådmansvången
- Rörsjöstaden
- Slussen
- Sorgenfri industriområde
- Spillepengen
- Värnhem
- Västra hamnen
- Västra Sorgenfri
- Östervärn
- Östra hamnen